# Stakkels Jim
Stakkels Jim er Gasolin's fjerde album, der udkom i november 1974. Albummet solgte 30.000 eksemplarer. Ideen til nummeret "Stakkels Jim" fik bandet i forbindelse med deres optræden på åbningsdagen af Det Danske Spejderkorps' korpslejr 1974, hvor afslutningsnummeret, spejdersangen Nu flyver mørkets fugle ud, netop går på samme melodi. Titelnummeret bygger på den gamle skotske nytårsvise "Auld Lang Syne" skrevet af Robert Burns i 1788 med en endnu ældre melodi.
Stakkels Jim er også titlen på en roman fra 2020 af Finn Janning, hvor sangen spiller en tematisk rolle.

## Spor
1. "Alla-tin-gala" (Gasolin', Kim Larsen, Mogens Mogensen)
2. "Daddy Ding-Dong" (Gasolin')
3. "Bingo" (Gasolin', Kim Larsen, Mogens Mogensen)
4. "Onkel "How do you do"" (Franz Beckerlee, Gasolin', Mogens Mogensen, Wili Jønsson)
5. "Legenden om Josha og Ming" (Gasolin')
6. "Kap Farvel til Umanarssuaq" (Gasolin')
7. "Perron "Gare du Nord"" (Gasolin', Kim Larsen, Mogens Mogensen)
8. "Damernes nar" (Gasolin', Kim Larsen, Mogens Mogensen)
9. "Johnny Lee" (Gasolin')
10. "Stakkels Jim" (Robert Burns, Gasolin' Mogens Mogensen)
11. "The last Jim" (Franz Beckerlee, Kim Larsen)